# Jeffrey M. Hurwit
Pour les articles homonymes, voir Hurwit.
Jeffrey M. Hurwit, né en 1949, est un archéologue, professeur, historien et chercheur américain.
Spécialisé dans la civilisation et l'art de la Grèce antique, il est considéré comme l'un des principaux chercheurs nord-américains dans son domaine,.

## Biographie
Jeffrey M. Hurwit obtient son diplôme en lettres classiques de l'Université Brown en 1971 et a obtenu son doctorat en art classique et archéologie de l'Université Yale en 1975, où il a enseigné jusqu'en 1980, avant d'être transféré à l'Université de l'Oregon, où il est devenu professeur titulaire d'études classiques et d'histoire de l'art et de l'architecture, en plus d'exercer divers autres rôles de supervision organisationnelle et académique au sein de comités et de conseils de haut niveau. Il a effectué des fouilles en Grèce et a été régulièrement invité à donner des conférences dans d'importantes institutions, telles que la Smithsonian Institution et l'Archaeological Institute of America, fait partie du comité de rédaction de la College Art Association et du Getty Research Institute, et a reçu des dizaines de prix universitaires, dont la bourse Guggenheim, le National Endowment for the Humanities, le Martha S. Joukowsky Lecturer for the Archaeological Institute of America, le prix A. Whitney Griswold, le prix Rippey pour l'enseignement innovant et le prix d'excellence du corps professoral de l'Université de l'Oregon.
Il a publié un grand nombre d'ouvrages, dont plusieurs études constituent une référence centrale dans son domaine,,,.

## Principaux travaux
- (en) Jeffrey M. Hurwit, Artists and Signatures in Ancient Greece, Cambridge University Press, 2015 (ISBN 9781316226452, SUDOC 188041028, lire en ligne)
- The Shipwreck of Odysseus: Strong and Weak Imagery in Late Geometric Art, 2011
- (en) Judith M. Barringer et Jeffrey M. Hurwit, Periklean Athens and Its Legacy: Problems and Perspectives, University of Texas Press, 2010 (ISBN 9780292782907, lire en ligne)
- The Problem with Dexileos: Heroic and Other Nudities in Greek Art, 2007
- (en) effrey M. Hurwit, The Acropolis in the Age of Pericles, Cambridge University Press, 21 juin 2004, 330 p. (ISBN 978-0-521-82040-0)
- Reading the Chigi Vase, 2002
- Jeffrey M. Hurwit, The Athenian Acropolis: History, Mythology, and Archaeology from the Neolithic Era to the Present, Cambridge, Cambridge University Press, 1999 (ISBN 9780521428347)
- The Kritios Boy: Discovery, Reconstruction, and Date, 1989
- Jeffrey M. Hurwit, Narrative Resonance in the East Pediment of the Temple of Zeus at Olympia, The Art Bulletin, no 69, mars 1987, p. 6–15.
- Jeffrey M. Hurwit, The Art and Culture of Early Greece, 1100-480 B.C, 1985.